# Жуков Гаврило Васильович
Гаври́ло Васи́льович Жу́ков (нар. 12 (24) березня 1899, с. Березовий Гай, нині Волзький район, Самарська область, Росія — 8 січня 1957, Одеса) — радянський воєначальник, віце-адмірал (1944). Кандидат у члени ЦК КП(б)У в травні 1940 — січні 1949 року.

## Біографія

### Дитячі та юнацькі роки
Г. В. Жуков ходив в школу сусіднього села Суха В'язівка. У 15 років поїхав в Самару, вступив до реального училища при трубковому заводі (пізніше — завод імені Масленникова). Звідси поїхав до Ленінграда і вступив в морехідне училище.

### Громадянська війна
В роки громадянської війни, воює на боці Радянської влади як кулеметник, начальник штабу загону, командир канонерських човнів Волзької військової флотилії, бере безпосередню участь в боях з білогвардійцями на Волзі. У 1918 він вступає в партію більшовиків.

### 1925—1936 роки
У 1925 році Г. В. Жуков закінчив училище командного складу флоту і артилерійський клас курсів удосконалення комскладу. Г. В.
Жукова направляють на Чорноморський флот, де він командує канонерським човном «Червона Абхазія».

### Іспанія (1936—1937)
З жовтня 1936 року по 31 липня 1937 року Г. В. Жуков знаходився в Іспанії на посаді радника і помічника військово-морського аташе М. Г. Кузнєцова. За участь в боях на боці іспанських антифашистів отримав свій перший орден Леніна.

### 1937—1940 роки
У 1937 році закінчив курси командирів ескадрених міноносців. 1937—1939 рр. Гаврило Жуков командував крейсером Балтійського флоту «Максим Горький». У 1939—1940 рр. — командир загону навчальних кораблів Балтійського флоту і комендант Північно-Західного укріпрайону Чорноморського флоту. У 1940 році, напередодні війни, призначений командиром Одеської військово-морської бази.

### Радянсько-німецька війна
19 серпня 1941 року Директивою був утворений Одеський оборонний район. Його командувачем призначений контр-адмірал Г. В. Жуков. Разом з Військовою Радою Одеського оборонного району він керує діями Приморської армії, кораблів Військово-Морський бази, перебудовою одеських підприємств на військовий лад. Він робить все, щоб всі сили армії і міста були підпорядковані інтересам оборони міста. Протягом 73 днів героїчної оборони Одеси воїни Приморської армії та Чорноморського флоту разом з жителями міста стійко стояли на бойових рубежах, завдаючи противнику великі втрати. Гітлерівське командування планувало захопити місто вже 22 червня 1941 року, але лише 1 жовтня по наказом Верховного Головнокомандування, керовані контр-адміралом Жуковим війська, були в повному порядку перекинуті з затиснутої у ворожому кільці Одеси до Криму. Ретельно розроблена і глибоко продумана евакуація військ 16 жовтня 1941 року була успішно завершена. При обороні Одеси яскраво проявився військовий талант контр-адмірала Жукова, його вміння приймати і здійснювати відповідні обстановці рішення, його воля, що підтримує впевненість бійців в перемозі над ворогом у важкий період оборони міста.. З грудня 1941 Жуков — заступник командувача Чорноморським флотом по сухопутній обороні його головної бази — Севастополя. Після оборони Севастополя, був командиром військово-морських баз: спочатку, з квітня 1942 року Туапсинської, з травня 1943 року — Острівної (Балтійського флоту), а з січня 1945 року — Одеської. Наприкінці 1944 року Г. В. Жукову присвоєно звання віце-адмірала, він нагороджений орденом Нахімова 1-го ступеня.

### 1946—1951 роки

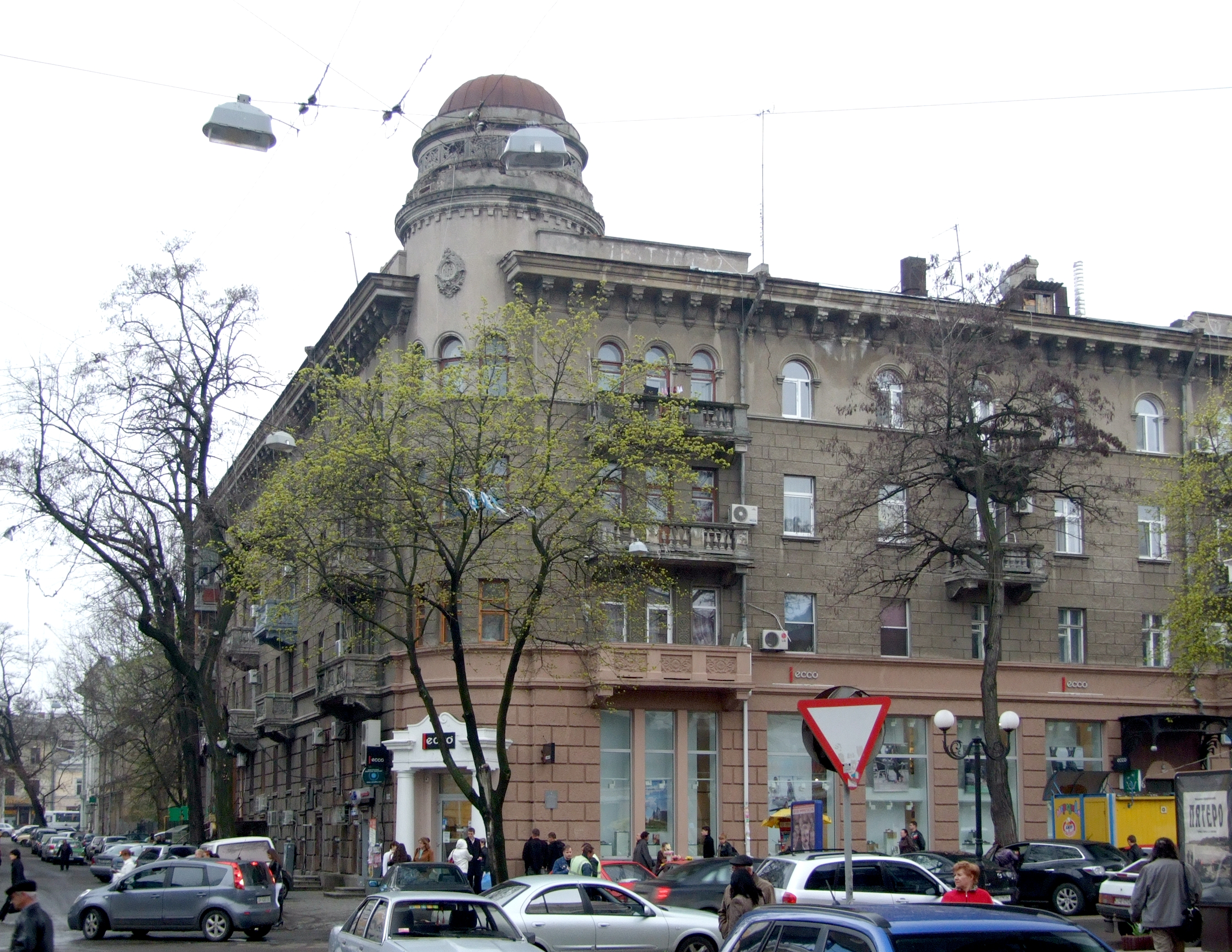
Будинок житловий, в якому жив Г. В. Жуков; м. Одеса, Грецька вул., 43/8

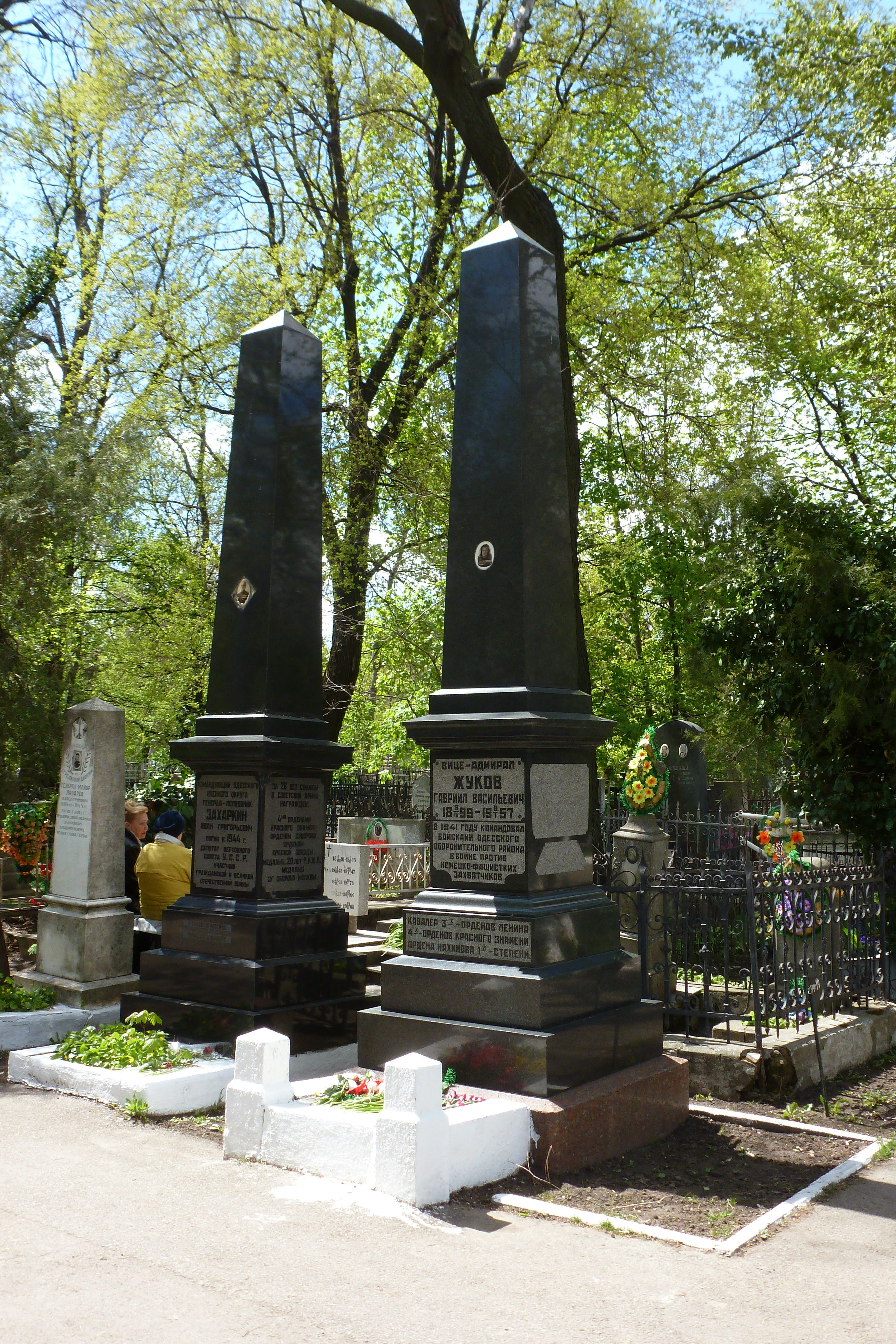
Могила віце-адмірала Гаврила Жукова (праворуч) на Другому Християнському кладовищі в Одесі.

У 1946-48 рр. — командувач Південним морським районом Тихоокеанського флоту, начальник Чорноморського вищого військово-морського училища (ЧВВМУ) в Севастополі. З вересня 1948 року М. В. Жуков — начальник Одеського вищого морехідного училища (ОВМУ). У 1951 році Г. В. Жуков подав у відставку через хворобу.
З 1951 — у відставці (через хворобу). Помер Гаврило Васильович в Одесі в 1957 році.

## Нагороди
- Три ордени Леніна.
- Чотири ордени Червоного Прапора.
- Орден Нахімова першого ступеня.
- Медалі.